# Đô Lương, Nghệ An
Đô Lương là một xã thuộc tỉnh Nghệ An, Việt Nam. Xã được hình thành trên cơ sở sáp nhập thị trấn Đô Lương và các xã Bắc Sơn, Nam Sơn, Đà Sơn, Đặng Sơn, Lưu Sơn, Thịnh Sơn, Văn Sơn, Yên Sơn của huyện Đô Lương trong đợt Sáp nhập tỉnh thành Việt Nam 2025.

## Thành lập
Xã Đô Lương được thành lập theo Nghị quyết số 1678/NQ-UBTVQH15 của Ủy ban Thường vụ Quốc hội Việt Nam, ban hành ngày 16 tháng 6 năm 2025. Theo đó, sắp xếp toàn bộ diện tích tự nhiên, quy mô dân số của thị trấn Đô Lương và các xã Bắc Sơn, Nam Sơn, Đà Sơn, Đặng Sơn, Lưu Sơn, Thịnh Sơn, Văn Sơn, Yên Sơn thuộc huyện Đô Lương trước đây thành một xã mới có tên gọi là xã Đô Lương.
Trước đó, theo Đề án sắp xếp đơn vị hành chính cấp xã tỉnh Nghệ An, xã này là xã Đô Lương 1.
Sau sắp xếp xã có diện tích tự nhiên: 50,06 km², quy mô dân số: 61.960 người.

## Địa lý
Xã Đô Lương có vị trí địa lý:
- Phía Đông giáp xã Văn Hiến;
- Phía Nam giáp xã Thuần Trung và xã Cát Ngạn;
- Phía Tây giáp xã Yên Xuân;
- Phía Bắc giáp xã Bạch Ngọc và xã Lương Sơn.

Xã Đô Lương có diện tích tự nhiên 50,06 km².

## Hành chính
Xã Đô Lương được chia thành 49 xóm: 1 Nam Sơn, 2 Nam Sơn, 3 Nam Sơn, 4 Nam Sơn, 5 Nam Sơn, 6 Nam Sơn, 1 Bắc Sơn, 2 Bắc Sơn, 3 Bắc Sơn, 4 Bắc Sơn, 1 Đặng Sơn, 2 Đặng Sơn, 3 Đặng Sơn, 4 Đặng Sơn, 5 Đặng Sơn, 1 Văn Sơn, 2 Văn Sơn, 3 Văn Sơn, 4 Văn Sơn, 5 Văn Sơn, 1 Đà Sơn, 2 Đà Sơn, 3 Đà Sơn, 4 Đà Sơn, 5 Đà Sơn, 6 Đà Sơn, 1 Thị Trấn, 2 Thị Trấn, 3 Thị Trấn, 4 Thị Trấn, 5 Thị Trấn, 6 Thị Trấn, 7 Thị Trấn, Lưu Diên Lưu Sơn, Lưu Quang Lưu Sơn, Lưu Thịnh Lưu Sơn, Lưu Thọ Lưu Sơn, Lưu Tiêu Lưu Sơn, Hương Quang Yên Sơn, Hoa Trường Yên Sơn, Phú Đình Yên Sơn, Minh Hoà Yên Sơn, Khánh Thế Yên Sơn, Tân Trung Thịnh Yên Sơn, Đại Đồng Thịnh Sơn, Hội Tâm Thịnh Sơn, Thịnh Tâm Thịnh Sơn, Vạn Phúc Thịnh Sơn và Yên Thế Thịnh Sơn .